# Antioquis (filla d'Antíoc III)
Antioquis (en llatí Antiochis, en grec antic Ἀντιοχίς) fou filla d'Antíoc III el Gran i de Laodice.
Es va casar amb el rei Ariarates IV Eusebes de Capadòcia (224-163 aC) una mica abans que Antíoc fes la guerra als romans, i per això Ariarates va lluitar al costat del seu sogre a la batalla de Magnèsia. D'aquest enllaç van néixer dues filles i un fill anomenat Mitridates que va succeir al seu pare, i va ser rei amb el nom d'Ariarates V. En parlen Diodor de Sicília i Appià.